# مرسيدس بنز فيتو
مرسيدس بنز فيتو (بالألمانية: Mercedes-Benz Vito) سيارة من صناعة مرسيدس-بنز، وهي متوفرة كشاحنة عادية للبضائع (تُسمى فيتو Vito)، أو باستبدال بعض أو كل منطقة البضائع بكراسي للركاب وتُسمى «في-كلاس» (بالألمانية: V-Klasse) أو (فيانو Viano).

## فيانو / في-كلاس

### الجيل الأول
السيارة «فيانو» أو «في-كلاس» V-Class/Viano هي سيارة ميني فان كبيرة بدأ بيع الجيل الأول منها في عام 1996م حتى 2003م.

### الجيل الثاني
تم طرح الجيل الثاني من السيارة في عام 2004 وتسميته فيانو Viano، حتى عام 2014م.
في عام 2010 تم تجهيز السيارة بالمصدّات والأضواء الأمامية والخلفية المعدلة، وتحسين المنطقة الداخلية بالمواد المحسنة والتكنولوجيا الجديدة.

### الجيل الثالث
تم إطلاق الجيل الثالث في عام 2014 وأُطلق عليه اسم في-كلاس V-Class.

## الخيارات
تتوفر «فيانو» Viano بدفع رباعي أو خلفي، وتأتي على ثلاثة أطوال، وخيار من أربعة محركات بنزين أوديزل (بالإضافة إلى طرازين متخصصين)، ومزودة إما بناقل حركة يدوي من ست سرعات أو بناقل حركة أوتوماتيكي من خمس سرعات.